# Sirota, Orhei
Sirota este un sat din cadrul comunei Crihana din raionul Orhei, Republica Moldova

## Personalități originare din Sirota
- Valeriu Muravschi - politician, prim-ministru al Republicii Moldova în perioada 1991-1992